# Вилга (приток Шуи)
Вилга — река в России, протекает по Прионежскому району Карелии, примерно в 15 км западнее Петрозаводска.
Исток — восточнее озера Яндри. Течёт преимущественно на север, В 3 км от устья протекает через деревню Вилга, в которой пересекает трассу Кола. Устье реки находится в 21 км по правому берегу реки Шуя. Длина реки составляет 26 км, площадь водосборного бассейна 142 км².
Слово «вилга» родственно финскому valkea и означает «белый».

## Данные водного реестра
По данным государственного водного реестра России относится к Балтийскому бассейновому округу, водохозяйственный участок реки — Шуя, речной подбассейн реки — Свирь (включая реки бассейна Онежского озера). Относится к речному бассейну реки Нева (включая бассейны рек Онежского и Ладожского озера).
Код объекта в государственном водном реестре — 01040100112102000014738.